# Gornalli(B), Bidar
Gornalli(B) là một làng thuộc tehsil Bidar, huyện Bidar, bang Karnataka, Ấn Độ.